# Brooke Haze
Brooke Haze (Fort Lauderdale, Florida; 15 de octubre de 1996) es una actriz pornográfica y modelo erótica estadounidense.

## Biografía
Nació en la localidad costera de Fort Lauderdale, en el estado estadounidense de Florida, en octubre de 1996, en el seno de una familia de ascendencia italiana. No se tiene mucha información sobre su biografía anterior al año 2017, cuando debutó como actriz pornográfica a los 21 años de edad.
Como actriz, ha grabado películas para productoras como Hustler, Reality Kings, Devil's Film, Sweetheart Video, Kelly Madison Productions, Manipulative Media, Lethal Harcore, Team Skeet, Mofos o Naughty America, entre otras.
Ha aparecido en más de 160 películas como actriz.
Algunas películas suyas son Barely Legal Amish Girls 2, Bush League 10, Daddy Daughter Swap 2, Lesbian Adventures 12, Moms Lick Teens 12, Naughty Newcummers 5, Not For Sale, Step Father Daughter Perversions 7 o Teen Squealers.

## Premios y nominaciones
| Año  | Ceremonia         | Resultado | Premio                             | Trabajo |
| ---- | ----------------- | --------- | ---------------------------------- | ------- |
| 2019 | Premios AVN       | Nominada  | Premio fan: Debutante más caliente | —       |
| 2019 | Spank Bank Awards | Nominada  | Most Adorable Sexual Deviant       | —       |